# Lista över guvernörer i Louisiana
Louisianas guvernör (engelska: Governor of Louisiana) är det högsta ämbetet med verkställande makt i den amerikanska delstaten Louisianas delstatsstyre (engelska: Government of Louisiana), enligt delstatens gällande konstitution.

## Historik
Delstaten formades av Orleansterritoriet år 1812 (territorialguvernör hade varit William C.C. Claiborne 1803–1812) som inte ska förväxlas med Louisianaterritoriet dit nuvarande Louisiana inte ingick. Louisiana utträdde 1861 ur USA och gick med i Amerikas konfedererade stater. Unionens trupper intog 1862 New Orleans och därefter fram till inbördeskrigets slut fanns det två guvernörer i Louisiana på varsin sida av kriget. De första åren av rekonstruktionstiden lydde guvernören under nordstaternas militärstyre fram till år 1868. Louisiana blev delstat i USA på nytt 9 juli 1868. Rekonstruktionstiden upphörde i sydstaterna slutgiltigt år 1877. 1872 och 1876 års guvernörsval var omtvistade och båda resulterade i att två rivaliserande guvernörer svors in. President Ulysses S. Grant avgjorde guvernörsvalet 1872 till William Pitt Kelloggs fördel och John McEnery var tvungen att ge upp. 1877 års kompromiss innebar i sin tur för Louisianas del att Francis T. Nicholls godkändes som guvernör av president Rutherford B. Hayes och rivalen Stephen B. Packard fick ge sig.

## Guvernörer

### Första perioden som delstat i USA
| Nummer | Namn                   | Parti               | Ämbetsperiod |
| ------ | ---------------------- | ------------------- | ------------ |
| 1.     | William C.C. Claiborne | Demokrat-republikan | 1812–1816    |
| 2.     | Jacques Villeré        | Demokrat-republikan | 1816–1820    |
| 3.     | Thomas B. Robertson    | Demokrat-republikan | 1820–1824    |
| 4.     | Henry S. Thibodaux     | Demokrat-republikan | 1824–1824    |
| 5.     | Henry Johnson          | Demokrat-republikan | 1824–1828    |
| 6.     | Pierre Derbigny        | Nationalrepublikan  | 1828–1829    |
| 7.     | Armand Beauvais        | Nationalrepublikan  | 1829–1830    |
| 8.     | Jacques Dupré          | Nationalrepublikan  | 1830–1831    |
| 9.     | André B. Roman         | Whig                | 1831–1835    |
| 10.    | Edward Douglass White  | Whig                | 1835–1839    |
| 9.     | André B. Roman         | Whig                | 1839–1843    |
| 11.    | Alexandre Mouton       | Demokrat            | 1843–1846    |
| 12.    | Isaac Johnson          | Demokrat            | 1846–1850    |
| 13.    | Joseph Marshall Walker | Demokrat            | 1850–1853    |
| 14.    | Paul Octave Hébert     | Demokrat            | 1853–1856    |
| 15.    | Robert C. Wickliffe    | Demokrat            | 1856–1860    |
| 16.    | Thomas Overton Moore   | Demokrat            | 1860–1862    |

### Underinbördeskriget(konfederationensguvernörer)
| Nummer | Namn                 | Parti    | Ämbetsperiod |
| ------ | -------------------- | -------- | ------------ |
| 16.    | Thomas Overton Moore | Demokrat | 1862–1864    |
| 17.    | Henry Watkins Allen  | Demokrat | 1864–1865    |

### Under inbördeskriget (unionens guvernörer)
| Nummer | Namn              | Parti      | Ämbetsperiod |
| ------ | ----------------- | ---------- | ------------ |
| 18.    | George F. Shepley | Militär    | 1862–1864    |
| 19.    | Michael Hahn      | Republikan | 1864–1865    |

### Rekonstruktionstid (underställda USA:s militärstyre)
| Nummer | Namn                | Parti             | Ämbetsperiod |
| ------ | ------------------- | ----------------- | ------------ |
| 20.    | James Madison Wells | Unionist/Demokrat | 1865–1867    |
| 21.    | Benjamin Flanders   | Republikan        | 1867–1868    |
| 22.    | Joshua Baker        | Unionist/Demokrat | 1868–1868    |

### Efter rekonstruktionstiden

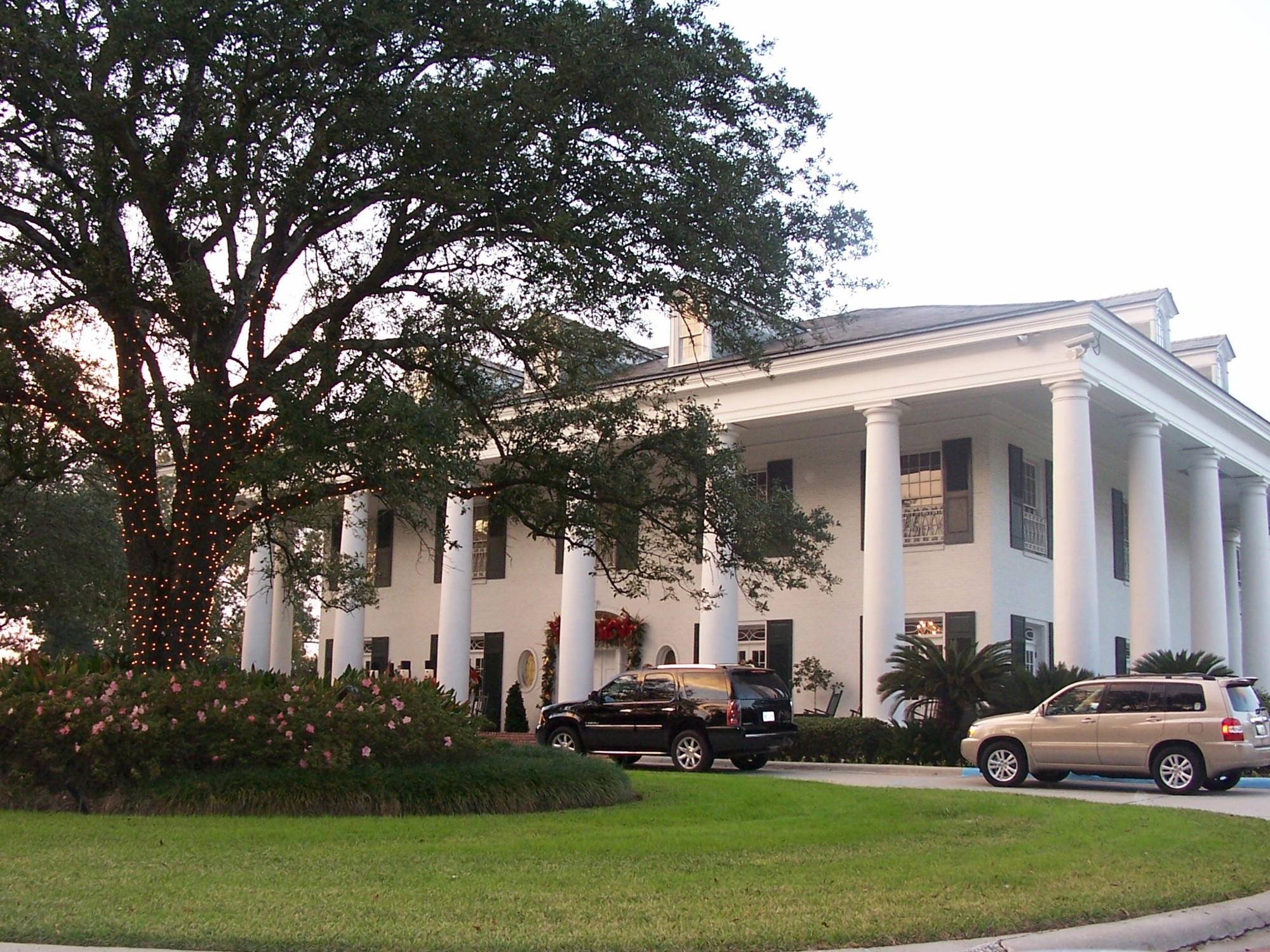
Guvernörsresidenset i Baton Rouge, uppfört 1963.

| Nummer | Namn                 | Parti      | Ämbetsperiod  | Not   |
| ------ | -------------------- | ---------- | ------------- | ----- |
| 23.    | Henry C. Warmoth     | Republikan | 1868–1872     |       |
| 24.    | P.B.S. Pinchback     | Republikan | 1872–1873     |       |
| 25.    | John McEnery         | Demokrat   | 1873–1873     |       |
| 26.    | William Pitt Kellogg | Republikan | 1873–1877     |       |
| 27.    | Stephen B. Packard   | Republikan | 1877–1877     |       |
| 28.    | Francis T. Nicholls  | Demokrat   | 1877–1880     | [ 1 ] |
| 29.    | Louis A. Wiltz       | Demokrat   | 1880–1881     | [ 1 ] |
| 30.    | Samuel D. McEnery    | Demokrat   | 1881–1888     | [ 1 ] |
| 28.    | Francis T. Nicholls  | Demokrat   | 1888–1892     | [ 1 ] |
| 31.    | Murphy J. Foster     | Demokrat   | 1892–1900     | [ 1 ] |
| 32.    | William Wright Heard | Demokrat   | 1900–1904     | [ 1 ] |
| 33.    | Newton C. Blanchard  | Demokrat   | 1904–1908     | [ 1 ] |
| 34.    | Jared Y. Sanders     | Demokrat   | 1908–1912     | [ 1 ] |
| 35.    | Luther E. Hall       | Demokrat   | 1912–1916     | [ 1 ] |
| 36.    | Ruffin Pleasant      | Demokrat   | 1916–1920     | [ 1 ] |
| 37.    | John M. Parker       | Demokrat   | 1920–1924     | [ 1 ] |
| 38.    | Henry L. Fuqua       | Demokrat   | 1924–1926     | [ 1 ] |
| 39.    | Oramel H. Simpson    | Demokrat   | 1926–1928     | [ 1 ] |
| 40.    | Huey Long            | Demokrat   | 1928–1932     | [ 1 ] |
| 41.    | Alvin Olin King      | Demokrat   | 1932–1932     | [ 1 ] |
| 42.    | Oscar K. Allen       | Demokrat   | 1932–1936     | [ 1 ] |
| 43.    | James A. Noe         | Demokrat   | 1936–1936     | [ 1 ] |
| 44.    | Richard W. Leche     | Demokrat   | 1936–1939     | [ 1 ] |
| 45.    | Earl Long            | Demokrat   | 1939–1940     | [ 1 ] |
| 46.    | Sam H. Jones         | Demokrat   | 1940–1944     | [ 1 ] |
| 47.    | Jimmie Davis         | Demokrat   | 1944–1948     | [ 1 ] |
| 45.    | Earl Long            | Demokrat   | 1948–1952     | [ 1 ] |
| 48.    | Robert F. Kennon     | Demokrat   | 1952–1956     | [ 1 ] |
| 45.    | Earl Long            | Demokrat   | 1956–1960     | [ 1 ] |
| 47.    | Jimmie Davis         | Demokrat   | 1960–1964     | [ 1 ] |
| 49.    | John McKeithen       | Demokrat   | 1964–1972     | [ 1 ] |
| 50.    | Edwin Edwards        | Demokrat   | 1972–1980     | [ 1 ] |
| 51.    | Dave Treen           | Republikan | 1980–1984     | [ 1 ] |
| 50.    | Edwin Edwards        | Demokrat   | 1984–1988     | [ 1 ] |
| 52.    | Buddy Roemer         | Demokrat   | 1988–1992]    | [ 1 ] |
| 50.    | Edwin Edwards        | Demokrat   | 1992–1996     | [ 1 ] |
| 53.    | Mike Foster          | Republikan | 1996–2004     | [ 1 ] |
| 54.    | Kathleen Blanco      | Demokrat   | 2004–2008     | [ 1 ] |
| 55.    | Bobby Jindal         | Republikan | 2008–2016     | [ 1 ] |
| 56.    | John Bel Edwards     | Demokrat   | 2016–sittande | [ 1 ] |